# 孔興燮
孔興燮（1636年3月17日—1668年1月7日），字起呂，號輔垣，山東曲阜人，孔子第六十六代嫡長孫。
史載孔興燮「事母甚孝」。获光禄大夫、少保、兼太子太保等官衔。康熙六年十一月二十四日（1668年1月7日）卯時病卒，享年三十二歲；嫡長子孔毓圻同年承襲衍聖公:11-12。

## 家庭
- 父：孔胤植（1592年—1648年），明末清初的衍聖公
- 嫡母：侯氏，庠生侯承龍長女、河南布政使司右參政侯寧孫女；生卒年不詳[2]:11-12
- 嫡母：仝氏（1600年—1641年）[註 1]，鴻臚寺序班仝朝式長女。
- 生母：陶氏（1616年—1694年），宛平人，陶承德長女；孔胤植的側室，後成為誥封衍聖公太夫人[註 2]。
  - 元配：馮氏（1636年—1653年），荊州鎮總兵官馮源淮第三女、馮銓孫女。[註 3][3]
  - 繼配：呂氏（1638年—1718年），大寧都指揮使司指揮使呂茂勳孫女、呂邦爝長女。[註 4][註 5]
    - 嫡長子：孔毓圻（1657年—1723年），康熙六年（1667年）承襲衍聖公。
    - 長女婿：張光鏞，奉天人，任大理寺評事；吏部尚書張士甄長子。
    - 次女婿：沙汝洛，萊陽人，曾任貴州都勻知府；禮部尚書沙澄次子。

  - 庶子女：
    - 次子：孔毓埏
    - 三女：孔氏，適聊城人、歲貢生劉鐸；他是山西分守冀寧道布政使司參議劉元運的兒子。

## 墓葬
孔興燮葬於曲阜孔林內，墓碑上刻「光祿大夫少保兼太子太保六十六代衍聖公輔垣先生墓」。

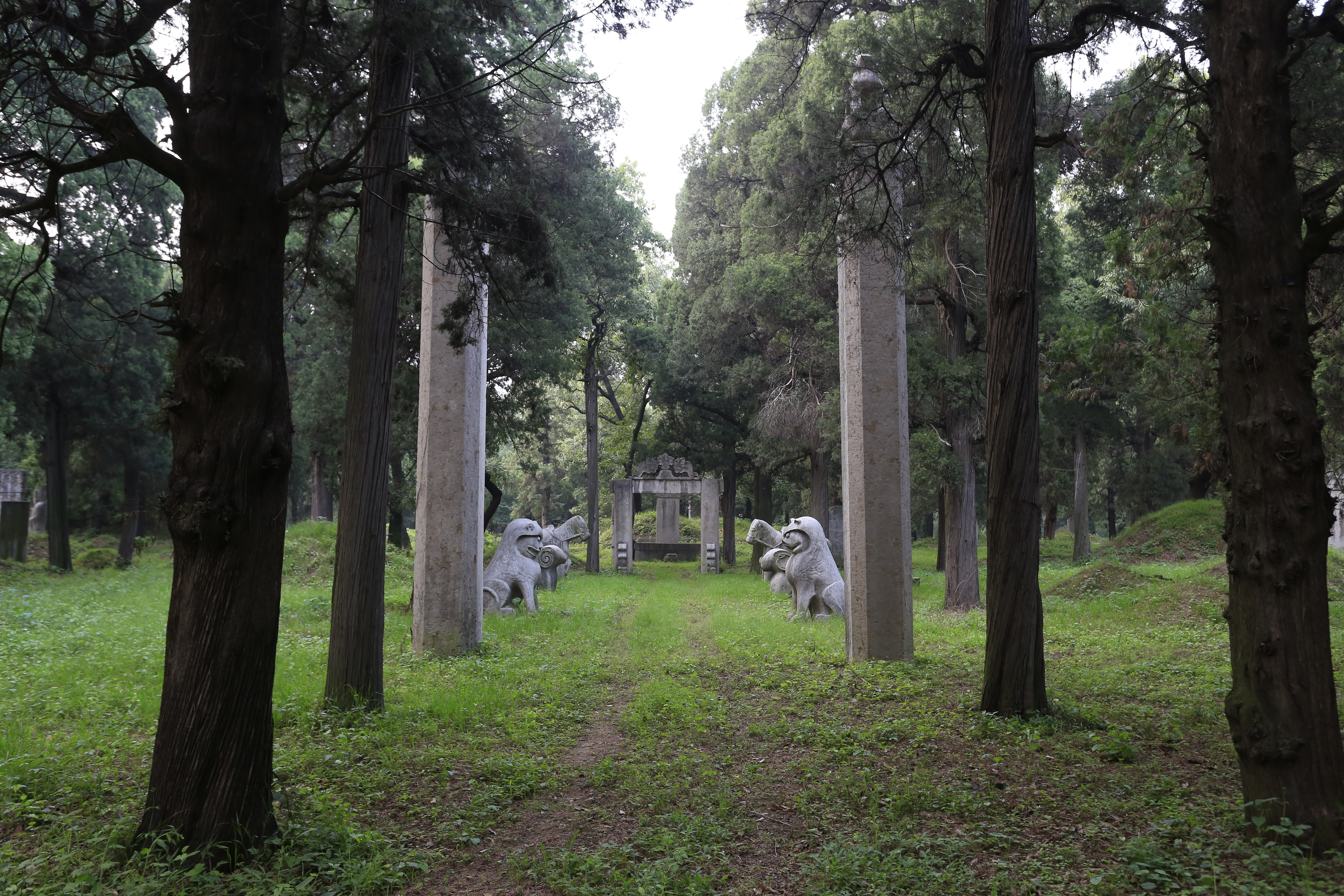
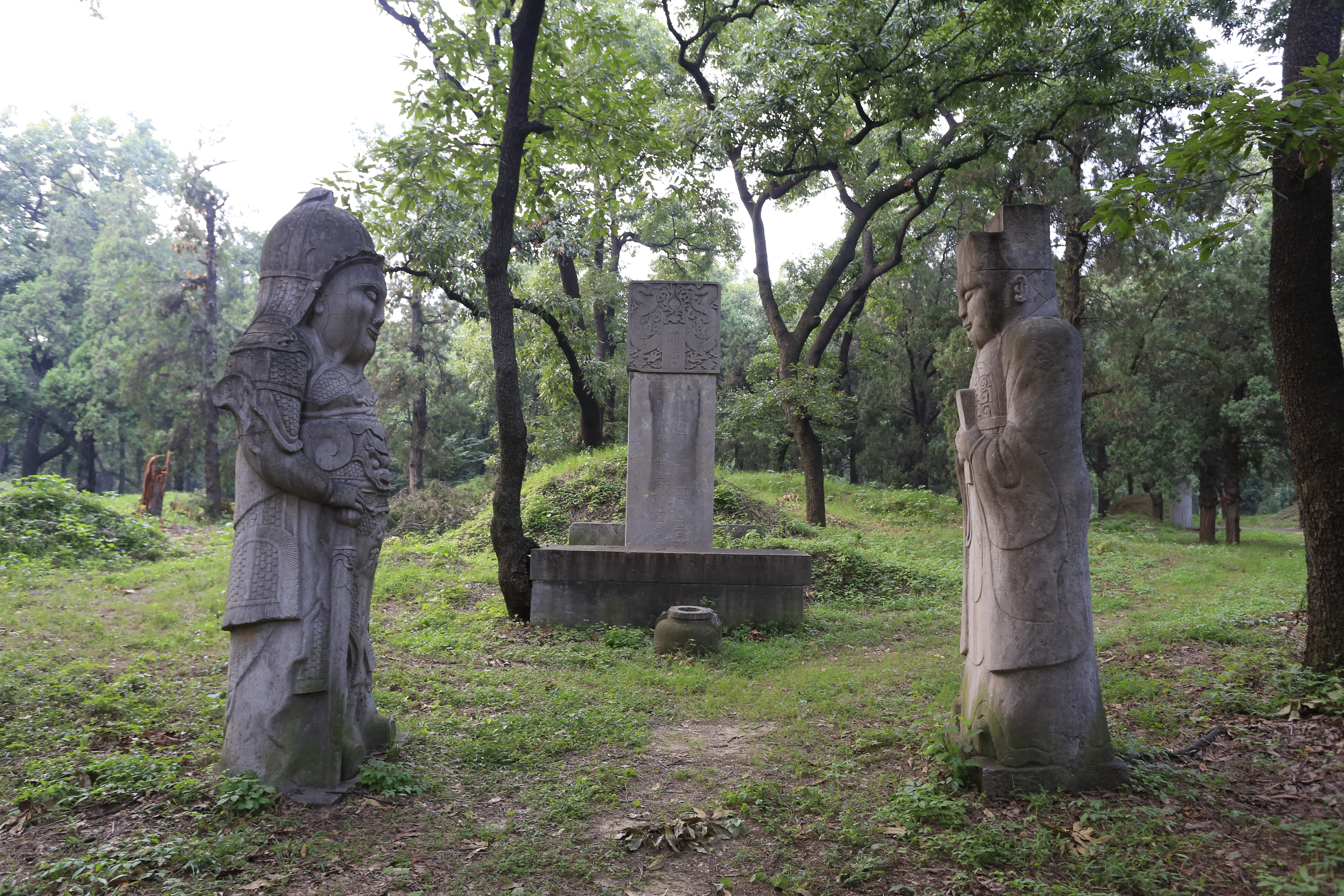
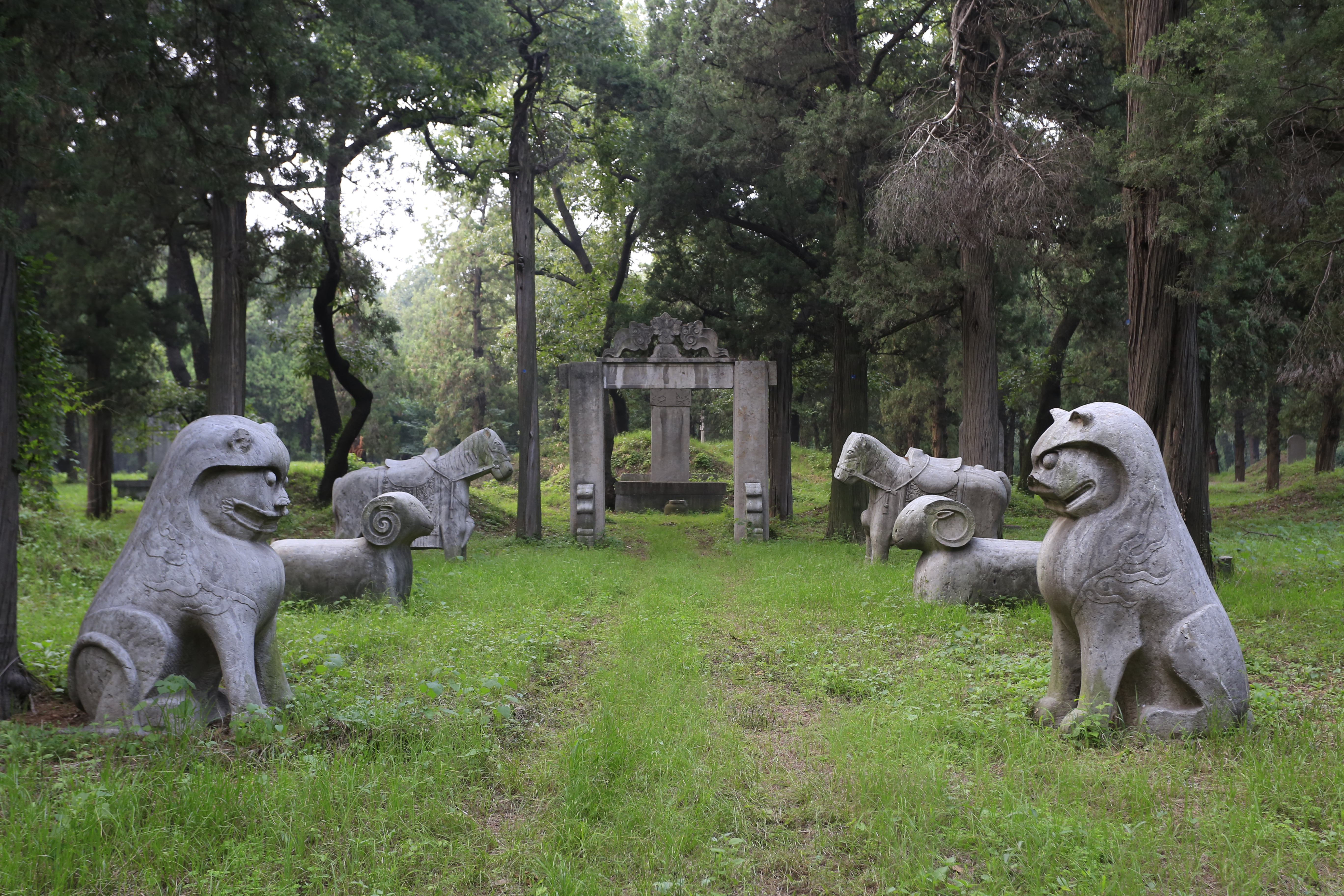
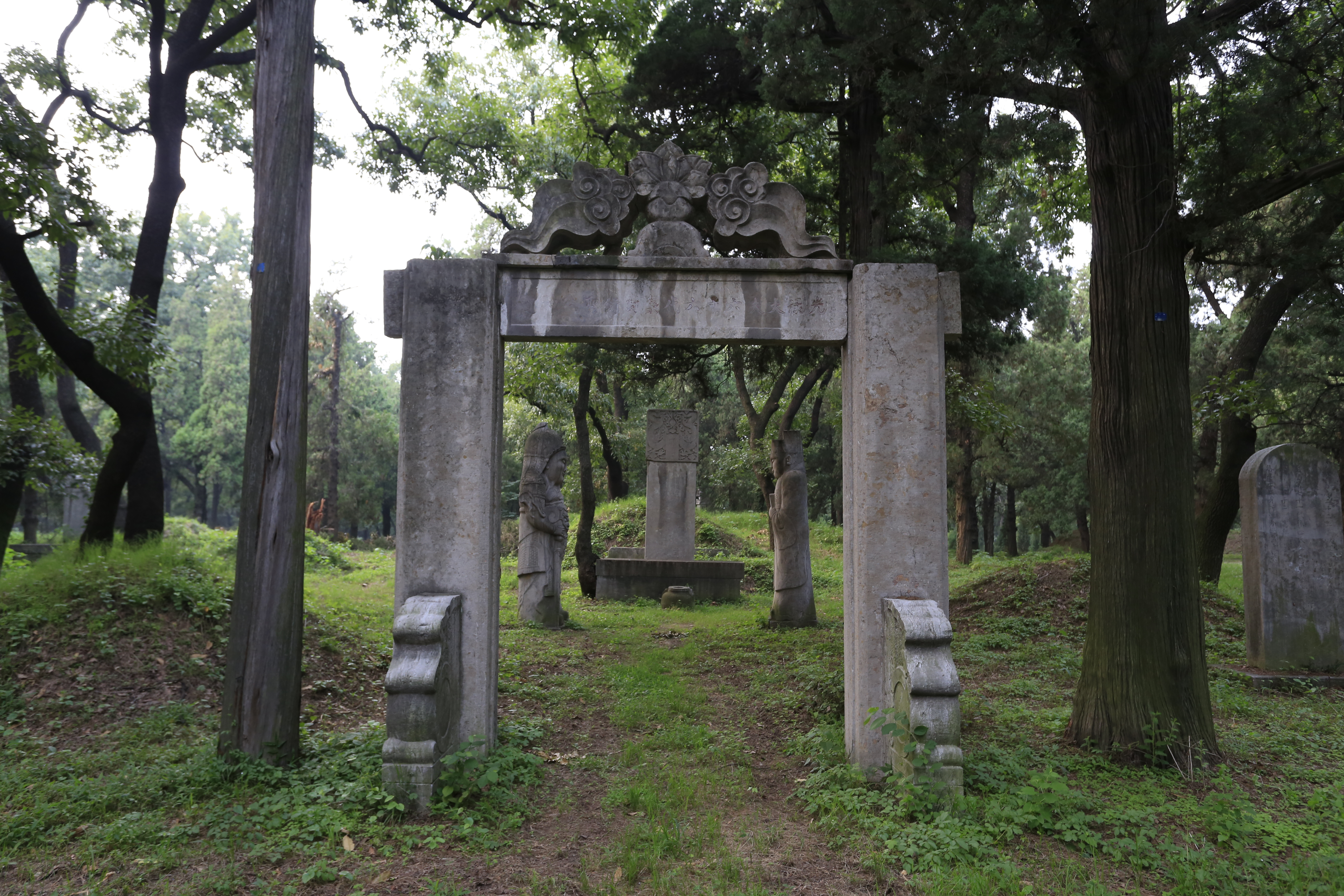

## 附註
1. ↑  「萬曆二十八年七月二十七日亥時生，莊烈帝崇禎十三年十一月二十五日卯時卒，年四十一」
2. ↑  「生母陶氏，宛平人，陶承德長女；誥封衍聖公太夫人。明萬曆四十四年九月初八日子時生，我朝康熙三十三年八月初一日卯時卒，年七十九」
3. ↑  「夫人馮氏，涿州人，少保兼太子太師、中和殿大學士、兼禮部尚書銓孫女，荊州鎮總兵官源淮第三女。明崇禎九年二月十六日寅時生，我朝順治十年二月二十日戌時卒，年十八」
4. ↑  「繼配呂氏，宛平人，大寧都指揮使司指揮使茂勳孫女，邦爝長女。明崇禎十一年八月初十日戌時生，我朝康熙五十七年三月十六日戌時卒，年八十一」
5. ↑  「子二：毓圻，呂夫人出；毓埏，庶出。女三：伯適吏部尚書奉天張士甄長子大理寺評事張光鏞；仲適禮部尚書萊陽沙澄次子貴州都勻知府汝洛，竝呂夫人出。季適山西分守冀寧道布政使司參議聊城劉元運子歲貢生鐸；庶出」

## 外部連結
[在维基数据编辑]
 《清史稿·卷483》，出自趙爾巽《清史稿》
 在维基共享资源阅览影像
| 前任： 父孔衍植 | 衍聖公 1648年—1668年 | 繼任： 長子孔毓圻 |